# Profesionalen Futbolen Klub Marek Dupnica
Il Profesionalen Futbolen Klub Marek Dupnica (in bulgaro Професионален Футболен Клуб  Марек Дупница?), chiamato comunemente Marek Dupnica, è una società calcistica bulgara di Dupnica. Milita nella Vtora liga, la seconda serie del campionato bulgaro di calcio.

## Organico

### Rosa
Aggiornata al 1º luglio 2021.
| N. |                     | Ruolo | Calciatore           |
| -- | ------------------- | ----- | -------------------- |
| 1  | Bulgaria (bandiera) | P     | Evgeni Spasov        |
| 3  | Bulgaria (bandiera) | D     | Toni Stoichkov       |
| 4  | Bulgaria (bandiera) | D     | Ivan Vlahov          |
| 5  | Bulgaria (bandiera) | D     | Antonio Arsov        |
| 6  | Bulgaria (bandiera) | D     | Evgeni Tuntev        |
| 7  | Bulgaria (bandiera) | C     | Simeon Dimitrov      |
| 8  | Bulgaria (bandiera) | C     | Kristiyan Lyubenov   |
| 9  | Bulgaria (bandiera) | A     | Dimitar Chechev      |
| 11 | Bulgaria (bandiera) | A     | Dimitar Vladimirov   |
| 12 | Bulgaria (bandiera) | P     | Plamen Mladenov      |
| 13 | Bulgaria (bandiera) | D     | Georgi Iliev         |
| 14 | Bulgaria (bandiera) | C     | Aleksandar Bliznakov |

| N. |                     | Ruolo | Calciatore            |
| -- | ------------------- | ----- | --------------------- |
| 16 | Bulgaria (bandiera) | D     | Ivan Kalaydzhiyski    |
| 17 | Bulgaria (bandiera) | C     | Dimitar Atanasov      |
| 19 | Bulgaria (bandiera) | C     | Dimitar Pantaleev     |
| 20 | Bulgaria (bandiera) | C     | Radoslav Mihalkov     |
| 21 | Bulgaria (bandiera) | P     | Konstantin Kostadinov |
| 27 | Senegal (bandiera)  | A     | Yaya Sow              |
| 44 | Bulgaria (bandiera) | D     | Hristo Kaymakanski    |
| 45 | Bulgaria (bandiera) | D     | Rumen Gyonov          |
| 61 | Bulgaria (bandiera) | C     | Filip Angelov         |
| 77 | Bulgaria (bandiera) | C     | Milen Ivanov          |
| 88 | Bulgaria (bandiera) | C     | Evgeniy Iliev         |
| 99 | Bulgaria (bandiera) | A     | Rosen Yordanov        |

## Palmarès

### Competizioni nazionali
- Coppa di Bulgaria: 1

1977-1978
- Vtora profesionalna futbolna liga: 1

2013-2014
- Treta amat'orska futbolna liga: 2

girone sud-ovest: 2012-2013, 2020-2021

### Altri piazzamenti
- Campionato bulgaro:

Terzo posto: 1976-1977
Semifinalista: 1925, 1948
- Coppa di Bulgaria:

Semifinalista: 1970-1971, 1978-1979, 1993-1994, 2002-2003
- Vtora profesionalna futbolna liga:

Secondo posto: 2000-2001
- Kupa na Amat'orskata futbolna liga:

Finalista: 2020-2021